# Criza migranților din Turcia

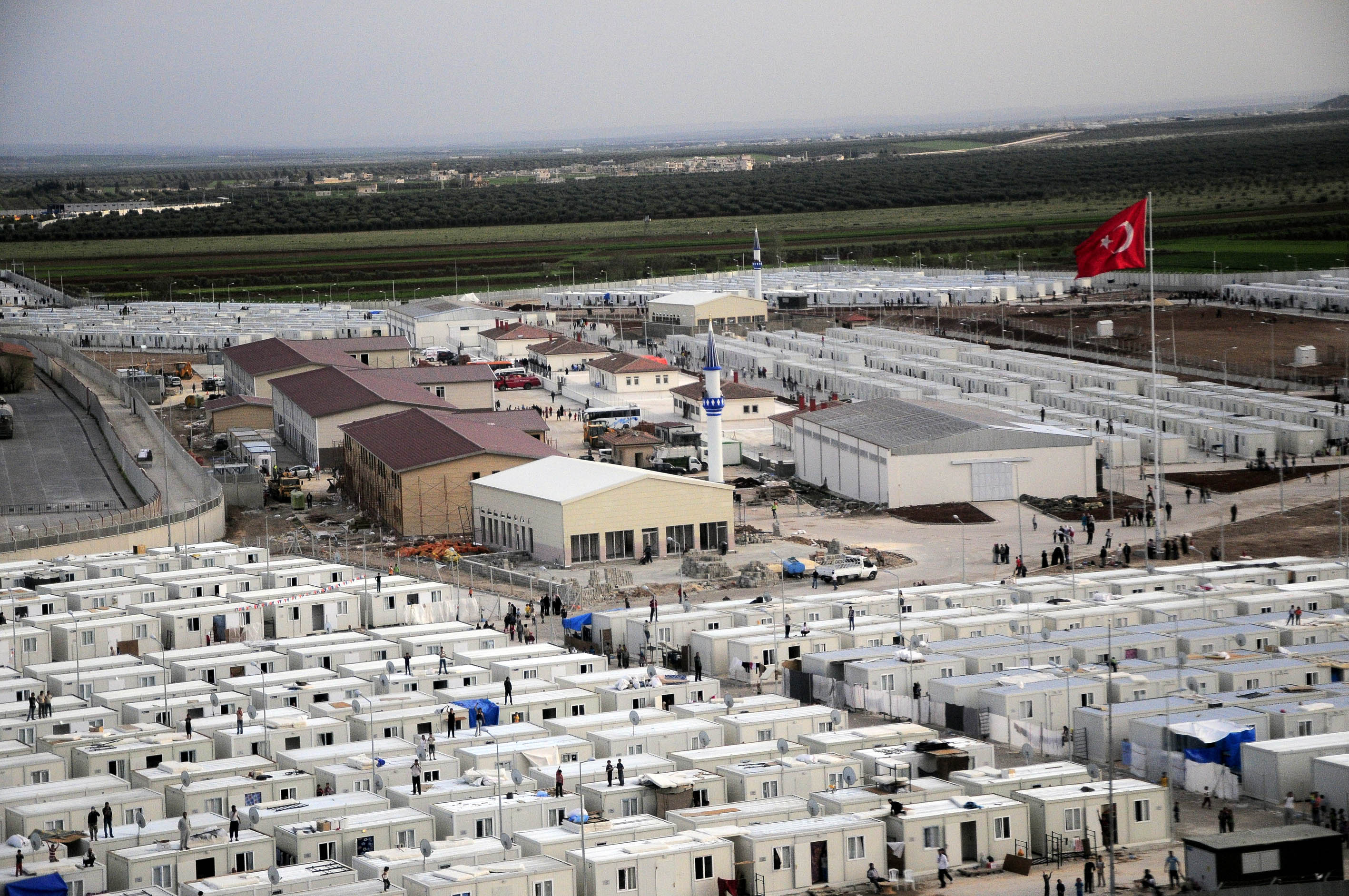
Refugiați sirieni la tabăra pentru refugiați Öncüpınar

Criza migranților din Turcia, denumită uneori criza turcă a refugiaților, a fost o perioadă după 2010 caracterizată de un număr mare de persoane care au migrat în Turcia. Turcia a primit cel mai mare număr de refugiați înregistrați dintre toate țările sau teritoriile în fiecare an, între 2014 și 2019, și a avut cea mai mare populație de refugiați din lume, potrivit Înaltului Comisar al Națiunilor Unite pentru Refugiați (UNHCR). Majoritatea erau refugiați ai Războiului Civil Sirian și în iunie 2020 numărul lor era de 3,6 milioane. În 2018, UNHCR a raportat că Turcia a găzduit 63,4% din totalul „refugiaților sirieni înregistrați”.
Criza migranților din Turcia face parte din criza migranților din Europa. La 20 martie 2016, a intrat oficial în vigoare un acord între UE și Turcia pentru a aborda criza migranților, care avea scopul de a limita afluxul de migranți ilegali care intrau în UE prin Turcia. În decembrie 2020, contractul a expirat, iar UE l-a prelungit până în 2022, acordând Turciei o sumă suplimentară de 485 de milioane de euro. Criza migranților a avut un impact semnificativ asupra relației Turciei cu UE.
Ca răspuns la criză, Turcia a adoptat Legea privind străinii și protecția internațională și protecția temporară, a instituit bariera Siria-Turcia și bariera Iran-Turcia pentru a opri contrabanda și a îmbunătăți securitatea  și a negociat armistițiu în Siria pentru a stabili zone de siguranță pentru civili. 

## Fluxuri majore de refugiați

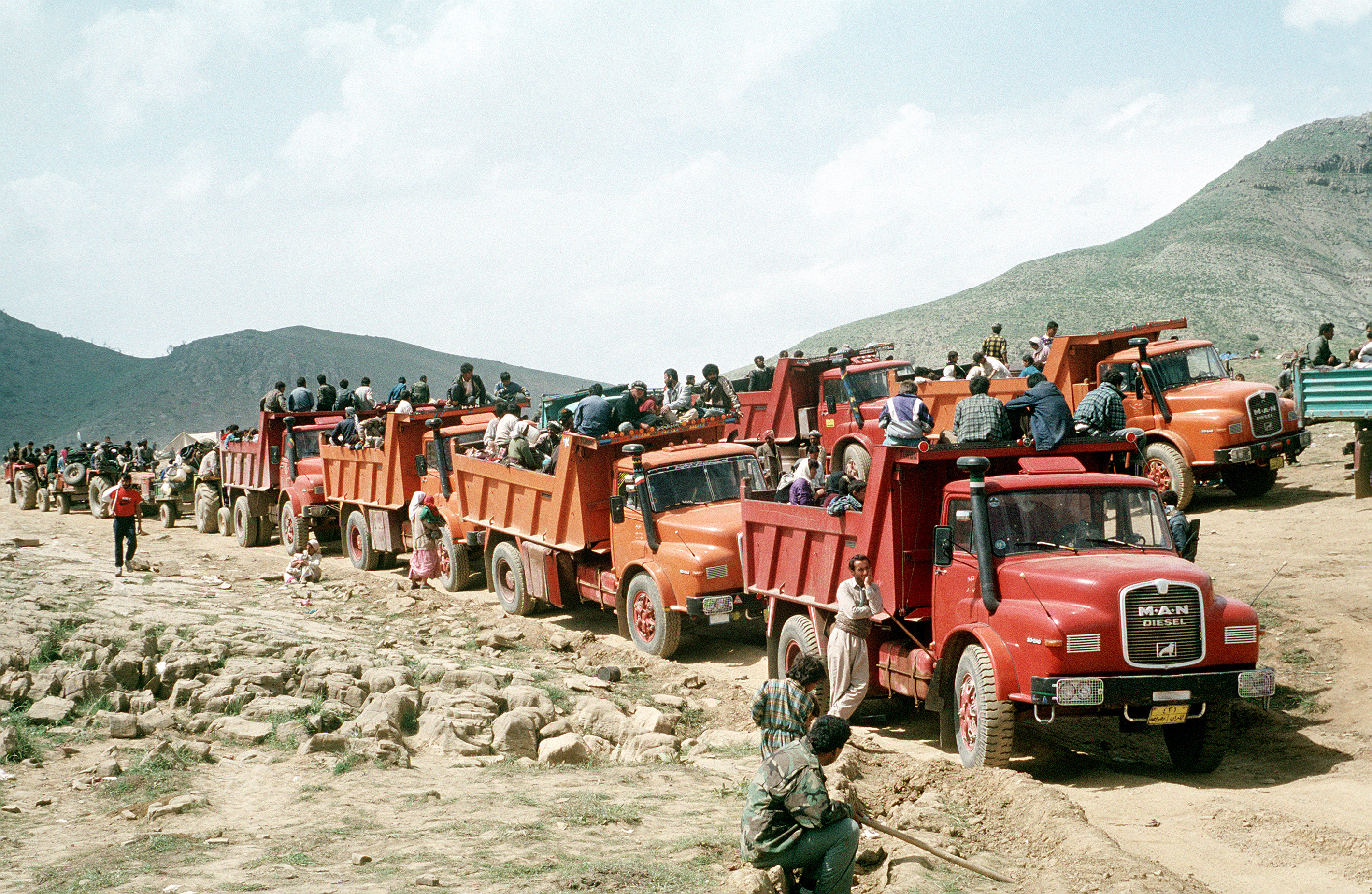
Kurzi irakieni care fug în Turcia în aprilie 1991, în timpul Războiului din Golf

Imigrația în Turcia are rădăcini istorice în dizolvarea Imperiului Otoman. Începând cu sfârșitul secolului al XVIII-lea și până la sfârșitul secolului al XX-lea, aproximativ 10 milioane de cetățeni musulmani otomani, muhaciri și descendenții lor născuți după începutul dizolvării Imperiului Otoman au emigrat în Tracia și Anatolia. Turcia a redevenit o țară de imigrație începând cu anii 1980  când crizele din Orientul Mijlociu au dat naștere la valuri întregi de refugiați care căutau un refugiu sigur.
Cei mai importanți factori care determină imigrația în Turcia sunt conflictele armate, intoleranța etnică, fundamentalismul religios și tensiunile politice. Un aflux mare de refugiați a venit din Irak începând cu anii 1980.

### Aflux din războiul Iran-Irak
Cel mai mare grup de refugiați fuseseră iranieni, până la războiul civil sirian. Primii imigranți au fost iranienii care au fugit de Revoluția Iraniană din 1980; războiul Iran-Irak a început pe 22 septembrie același an. Atât revoluția, cât și războiul au adus în Turcia un total de 1,5 milioane de iranieni între 1980-1991. Acești refugiați nu au fost recunoscuți ca solicitanți de azil în temeiul Convenției de la Geneva, deoarece au intrat și au stat ca turiști; ceea ce i-a transformat în diaspora iraniană. Credința Baháʼí avea aproximativ 350.000 de credincioși în Iran. Potrivit Reprezentantului Special al ONU, din 1979, mulți baha'í au părăsit ilegal Iranul din cauza persecuției sancționate de stat. Adesea merg în Turcia și încearcă să-și continue apoi drumul spre Occident.
În aceeași perioadă, 51.542 de irakieni (irakieni din Turcia) au devenit refugiați în Turcia. Războiul Iran-Irak și rebeliunea kurdă din 1983 au provocat primul aflux la scară largă de refugiați din regiune.
Amnesty International și UNHCR au susținut că Turcia nu respectă drepturile omului ale refugiaților iranieni și au făcut presiuni asupra țării să facă acest lucru.

### Aflux din Războiul din Golf
În timpul Războiului din Golf, cel puțin 1 milion de oameni au fugit (aproape 30% din populație) în Iran, Turcia și Pakistan.
Aproximativ 450.000 de kurzi trăiau la granița dintre Irak și Turcia când a fost adoptată Rezoluția 688 a Consiliului de Securitate al ONU, deschizând calea pentru Operațiunea Northern Watch, succesorul Operațiunii Provide Comfort. Operațiunea Northern Watch acea ca obiectiv aplicarea propriei zone de interdicție aeriană deasupra paralelei 36 din Irak, ca urmare a fluxului de refugiați care venea către Turcia.

### Aflux din războiul din Afganistan
Numărul refugiaților a crescut considerabil în anii următori ai războiului din Afganistan, în special în ceea ce privește afganii și irakienii. În ianuarie 2010, 25.580 de refugiați și solicitanți de azil se aflau încă în Turcia. Dintre aceștia, 5090 de iranieni, 8940 de irakieni, 3850 de afgani și 2700 de „alții” (inclusiv somalezi, uzbeci, palestinieni și alții). În ianuarie 2011, 8710 iranieni, 9560 afgani și 7860 alte cetățeni. În ianuarie 2012, 7890 (iranieni, afgani și alții).

### Aflux din Războiul Civil Sirian
Refugiații războiului civil sirian din Turcia sunt refugiați sirieni care fug de războiul civil sirian. Turcia găzduia în 2019 peste 3,6 milioane de refugiați înregistrați și oferea ajutoare care ajungeau la 30 de miliarde de dolari (total între 2011 și 2018) pentru asistența acordată refugiaților.

### Aflux din războiul ruso-ucrainean
Pe 24 februarie 2022, Rusia a invadat Ucraina. Până pe 3 martie, Turcia a anunțat că 20.000 de refugiați ucraineni intraseră în Turcia de la începutul invaziei. Ministrul de Interne, Süleyman Soylu, a declarat că Turcia este bucuroasă să îi primească. Până la 8 martie, cifrele oficiale estimau numărul refugiaților ucraineni din țară la 20.550, dintre care 551 erau de origine tătară crimeeană sau turcă meshetiană. Câștigătoarea ucraineană a concursului Eurovision din 2016, Jamala, care este de origine tătară crimeeană, a căutat și ea refugiu în Turcia. Până la 23 martie, numărul refugiaților ucraineni depășise 58.000.  Invazia a determinat, de asemenea, cel puțin 142.488 de ruși să se relocheze în Turcia, conform datelor din 30 iunie 2023, conform The Nordic Monitor. 

## Condiții

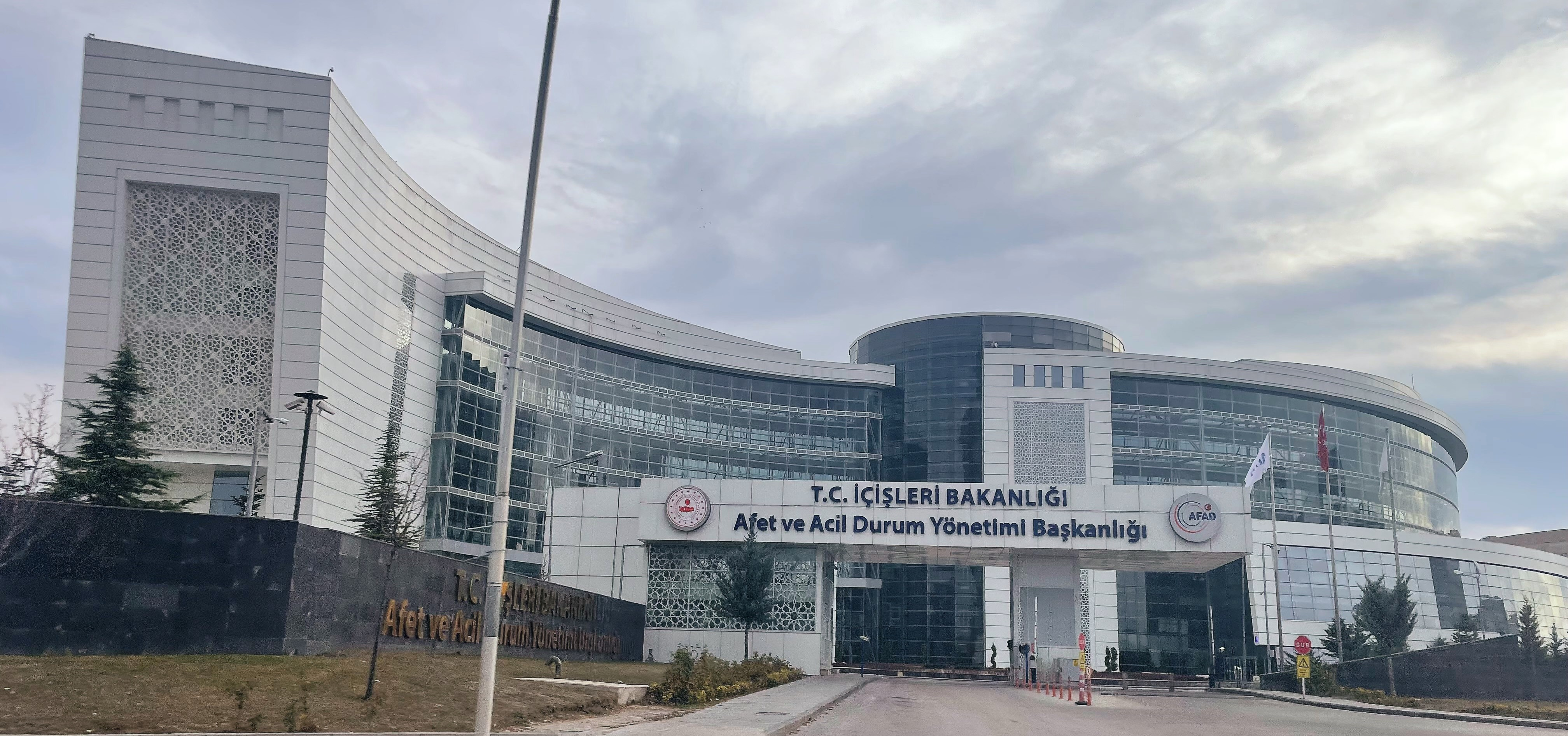
Președinția pentru Managementul Dezastrelor și Urgențelor este instituția guvernamentală pentru gestionarea crizelor.

Turcia nu a înființat tabere de refugiați „clasice” și nu le-a denumit ca atare până în 2018. Acestea au fost gestionate de Președinția pentru Managementul Dezastrelor și Urgențelor (o organizație de tip FEMA) de-a lungul granițelor sale. Turcia a înființat, de asemenea, „Centre de cazare temporară”, cum ar fi Centrul de cazare Öncüpınar. Sirienii care locuiesc în afara zonelor de conflict territorial (TAC-Temporary Accommodation Centers) trăiesc alături de comunități turcești, ceea ce creează oportunități pe termen scurt și mediu propice de armonizare și de contribuție economică. Guvernul Turciei le dă permisiunea de a se stabili în Adana, Afyonkarahisar, Ağrı, Aksaray, Amasya, Bilecik, Burdur, Çankırı, Çorum, Eskișehir, Gaziantep, Hakkâri, Hatay, Isparta, Karaman ,, Kayseri, Karaman ,, Kayseri, Kahraman Kırıkkale, Kırșehir, Konya, Kütahya, Mersin, Nevșehir, Niğde, Sivas, Șırnak, Tokat, Van and Yozgat, precum și în Istanbul. Refugiații din Somalia s-au stabilit în Konya; iranieni în Kayseri, Konya, Isparta și Van; refugiați din Irak la Istanbul, Çorum, Amasya, Sivas; și refugiați din Afganistan în Van și Ağrı.

### Monitorizarea prezenței migranților
Direcția Generală de Management al Migrației (DGMM) se concentrează pe tendințele în materie de mobilitate, profilurile migranților și nevoile urgente ale acestora. Datele generate permit organizațiilor și guvernului să își planifice programele și politicile legate de migrație pe termen scurt și lung.

### Efect asupra țării gazdă
Comparativ cu regimul internațional privind refugiații Turcia are o abordare diferită, denumită „abordare orientată spre moralitate”, în loc de o abordare centrată pe securitate față de refugiații sirieni. Turcia suportă cheltuieli mari legate de îngrijirea refugiaților (locuințe, locuri de muncă, educație și sănătate), inclusiv cheltuieli medicale, cu un sprijin minim din partea altor țări.
Refugiații provoacă o creștere a prețurilor la alimente și a prețurilor la proprietăți/chirii. Refugiații cu salarii mici cresc, de asemenea, rata șomajului în sudul Turciei.
Prețurile au crescut în domenii critice, cum ar fi alimentele și transporturile, ceea ce a afectat atât refugiații, cât și diverse comunități cu cetățeni turci din toată Turcia. Multe familii din Turcia au fost nevoite să își reducă consumul de alimente sau au fost nevoite să opteze pentru condiții de viață mai proaste decât cele anterioare.

## Impactul asupra securității
Pe măsură ce criza migranților s-a dezvoltat în cea mai complexă poziție geostrategică din lume, situația a inclus războaie active, reacții cauzate intermediari sau ca urmare a calmării unor situații tensionate. În tot acest timp Turcia avea granițe comune cu Irakul (în timpul invaziei condusă de SUA din 2003, războiului din Irak (2003-2011) și în timpul insurgenței irakiene (2003-2011)), cu Iranul (în timpul conflictului prin intermediari Iran-Israel), cu Siria (în Războiul Civil Sirian), cu Georgia (în Războiul Ruso-Georgian), cu Azerbaidjanul (în conflictul din Nagorno-Karabah), cu Grecia și Bulgaria. În conformitate cu escaladarea fragilității din regiune, Turcia s-a alăturat direct luptei împotriva Statului Islamic din Irak și Levant (conflictul Turcia-ISIL) în august 2016. Dinamica războiului civil sirian s-a extins și pe teritoriul turc și a luat forma atacurilor cu rachete ale ISIS asupra Turciei din 2016. ISIS a comis o serie de atentate împotriva civililor turci, folosind atentatori sinucigași. Aceste atentate includ: atentatele cu bombă de la Reyhanlı din 2013, atentatul cu bombă de la Suruç din 2015, atentatul cu bombă de la Istanbul din martie 2016) împotriva civililor turci, folosind atentatori sinucigași. Cel mai sângeros atac terorist din istoria Turciei, începând cu 2019,a fost atacul ISIS cu bombă de la Ankara din 2015, asupra unui miting pentru pace.

### Bariera Siria-Turcia și Iran-Turcia

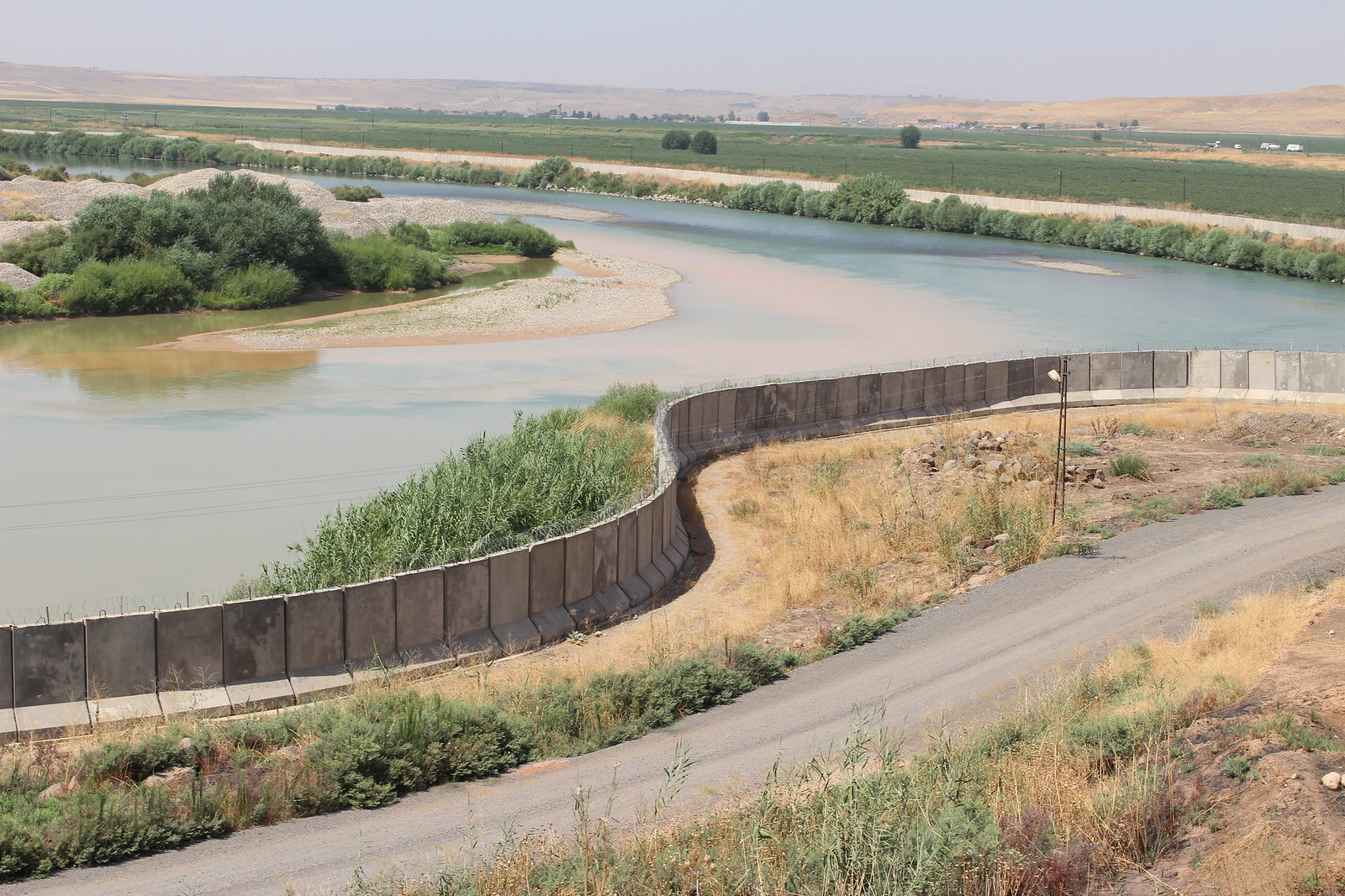
Bariera Turcia-Siria

Granița dintre Republica Arabă Siriană și Republica Turcia este de aproximativ 822 kilometri (511 mi) lungime. Bariera Siria-Turcia⁠(d) este un zid de frontieră⁠(d) finalizat în 2019 de-a lungul frontierei dintre Siria și Turcia⁠(d), menit să prevină trecerile ilegale și contrabanda. El acoperă 144 kilometri (89 mi) din zona muntoasă foarte înaltă și 499 kilometri (310 mi) graniță cu bariere naturale.

### Trafic de migranți
În regiunea Mării Negre, țările sunt atât surse, cât și destinații pentru refugiați. Pentru destinația Turcia; țările de origine sunt Moldova, Ucraina, Federația Rusă, Kârgâzstan și Uzbekistan, care sunt ținte ale traficului de persoane. Primele cinci țări de destinație din regiune între 2000 și 2007 au fost Rusia (1.860), Turcia (1.157), Moldova (696), Albania (348) și Serbia (233).
În 2019 o operațiune a poliției turce a dus la desființarea unei rețele care ajuta în principal cetățeni afgani, irakieni și sirieni să treacă granița în țări europene.

### Refugiați și efectele de propagare
În Turcia, opinia publică privind intervenția este corelată cu expunerea lor zilnică la refugiați. La populația turcă, accentuarea forțelor negative create de găzduirea refugiaților, inclusiv legătura acestora cu militanții, sporește sprijinul pentru intervenție. Cetățenii turci care locuiesc la frontieră nu susțin intervenția. Turcia nu amplasează tabere de refugiați la frontieră; aceștia sunt distribuiți pe teritoriul Turciei.